# Aurore (mythologie)
Pour les articles homonymes, voir Aurore.

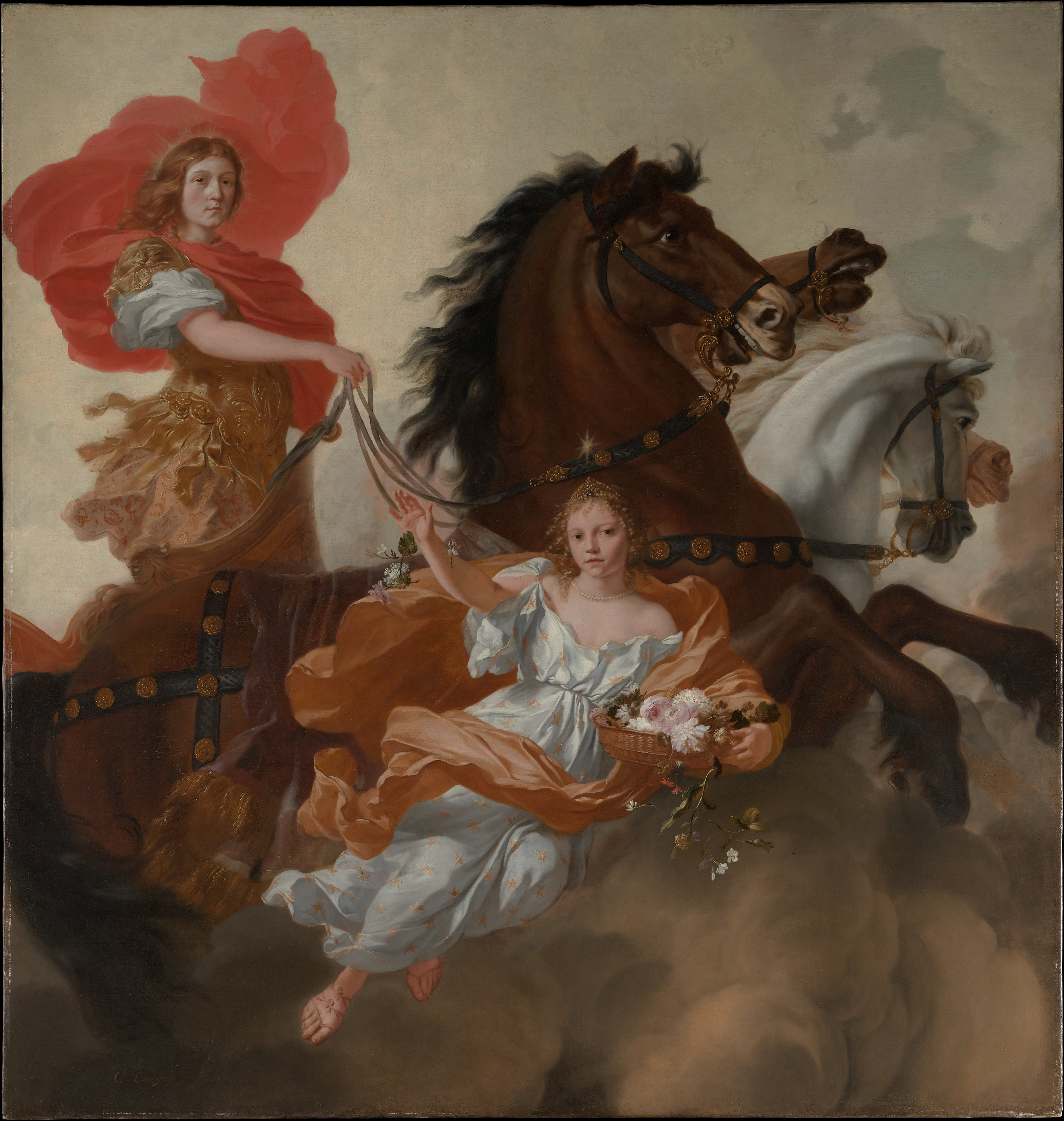
1671 Gérard de Lairesse- Apollon et Aurore.

Dans la mythologie romaine, Aurore (ou Aurora) est la déesse de l’Aurore, équivalente de la grecque Éos, fille des Titans Hypérion et Théia, et sœur de Sol (le Soleil) et de Luna (la Lune).

## Étymologie
Aurōra provient du proto-italique *ausōs, et originellement de l'indo-européen *hₐéusōs, « l'aube » conçue comme entité divine. Importante déesse indo-européenne, elle a des apparentés dans d'autres mythologies indo-européennes avec les déesses Éos, Ushas, Aušrinė, le dieu letton Auseklis et Éostre,.

## Mythe

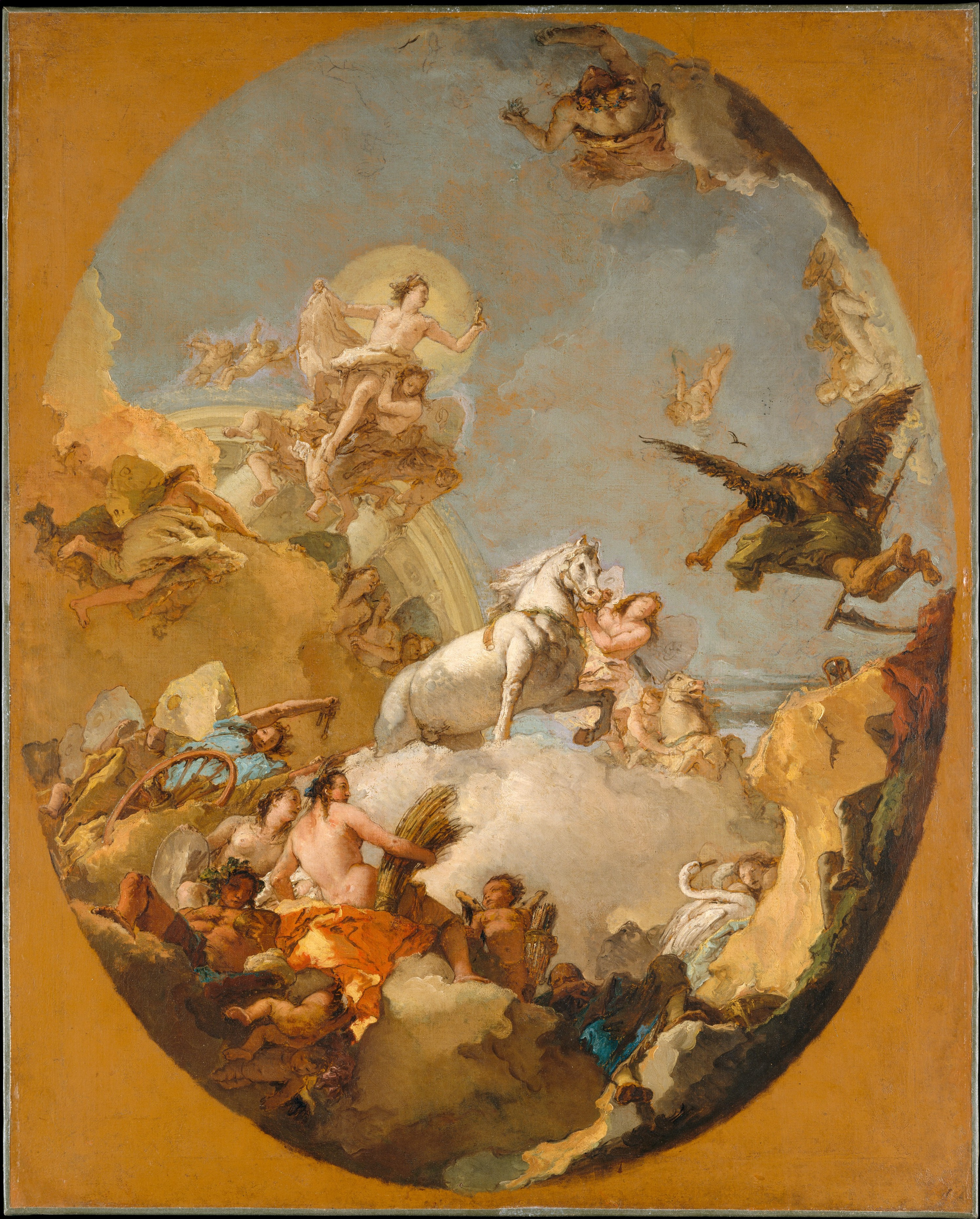
Le Chariot d'Aurore, années 1760
Giambattista Tiepolo
Metropolitan Museum of Art, New York

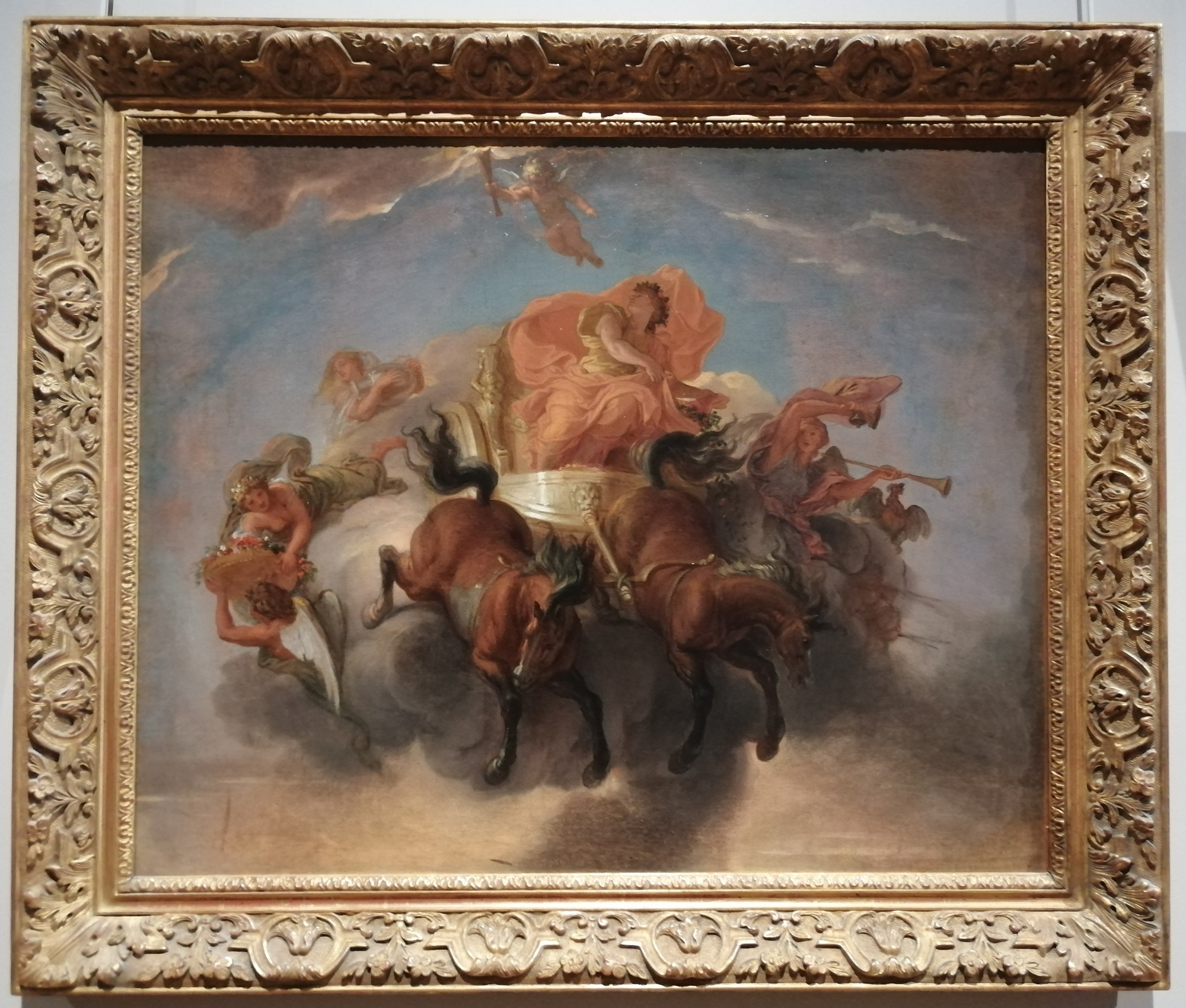
Charles Le Brun, Le Char de l’Aurore, vers 1672.

Aurore n'a pas de mythe propre dans la mythologie romaine. Ses légendes sont des adaptations des mythes grecs concernant Éos.

## Hommage
L'astéroïde (94) Aurore, découvert en 1867, est nommé en son honneur.